# ロバート・カー (第2代ロクスバラ公爵)

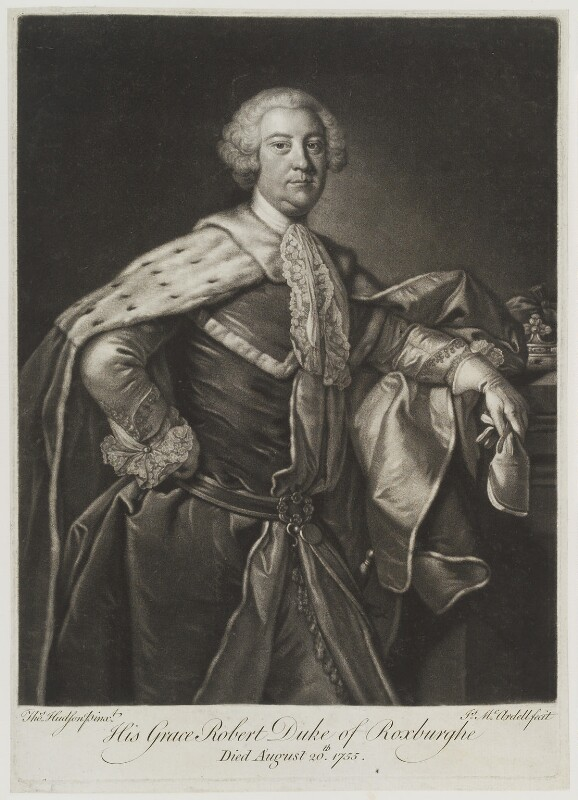
第2代ロクスバラ公爵ロバート・カー、1741年ごろ。トマス・ハドソンの作品に基づくメゾチント。

第2代ロクスバラ公爵ロバート・カー（英語: Robert Ker, 2nd Duke of Roxburghe、1709年ごろ – 1755年8月20日）は、スコットランド貴族。1741年までボーモント侯爵の儀礼称号を使用した。

## 生涯
初代ロクスバラ公爵ジョン・カーと妻メアリー（Mary、旧姓フィンチ（Finch）、1718年9月21日没、第2代ノッティンガム伯爵ダニエル・フィンチの娘）の息子として、1709年ごろに生まれた。1722年5月24日、グレートブリテン貴族であるヨークシャーにおけるウェイクフィールドのカー男爵とウェイクフィールドのカー伯爵に叙された。1730年1月13日、貴族院に初登院した。
1739年6月16日、エセックス・モスティン（Essex Mostyn、1764年12月7日没、第3代準男爵サー・ロジャー・モスティンの娘）と結婚、2男3女をもうけた。
- ジョン（英語版）（1740年4月23日 – 1804年3月19日） - 第3代ロクスバラ公爵[1]
- エセックス（1742年3月9日 – ?） - 夭折[1]
- エセックス（1744年3月25日 – 1761年以降） - 生涯未婚[1]
- メアリー（1746年3月17日 – 1761年以降） - 生涯未婚[1]
- ロバート（1747年8月27日 – 1781年3月20日） - 陸軍軍人。1777年2月、ロクスバラシャー選挙区（英語版）の補欠選挙への立候補を表明したが、第3代バクルー公爵ヘンリー・スコットの説得を受けて立候補を撤回した[3]。1780年イギリス総選挙でロクスバラシャーから出馬したが、34票（得票数2位）で落選した[3]

1741年2月27日に父が死去すると、ロクスバラ公爵位を継承した。
1755年8月20日にバースで死去、31日にロンドンのオードリー・チャペル（Audley Chapel）に埋葬された。長男ジョンが爵位継承した。